# Хащувате (станція)
Хащувате — проміжна вантажно-пасажирська залізнична станція Шевченківської дирекції Одеської залізниці на лінії Гайворон — Болеславчик між станціями Гайворон (9 км) та Таужня (16 км). Розташована у селі Хащувате Кіровоградської області. Поруч зі станцією проходить автошлях регіонального значення Р71.

## Історія
Станцію відкрито 1903 року, під час відкриття руху залізничної лінії Рудниця — Голованівськ — Підгородна.

## Технічні особливості станції
Визначною особливістю є те, що на станції водночас використовуються як вузькі (750 мм), так і широкі колії (1524 мм).
До 1980-х років станція була виключно вузькоколійною, однак у 1980-х роках у рамках переведення лінії Гайворон — Підгородна на широку колію паралельно вузькій було прокладено широку колію.
Широкі колії обслуговують Хащуватський елеватор.

## Пасажирське сполучення
З 4 січня 2019 року рух вузькоколійного поїзда Гайворон — Голованівськ скасовано.